# グアニルニトロサミノグアニルテトラセン
グアニルニトロサミノグアニルテトラセン (guanylnitrosaminoguanyltetrazene) とは通称 テトラセン (tetracene、tetrazene) の略称で呼ばれる爆薬である。この化合物名は発見当初に考えられた構造式に由来するが、実際の構造とは異なっていたことが判明したあとでも引き続き同じ名称で呼ばれ続けている。
1910年にホフマンとロッシュが初めて合成に成功し、構造を（O=N-NH-C(=NH)-NH-NH-N=N-C(=NH)-NH2、互変異性体あり）などと推定した上で guanylnitrosaminoguanyltetrazene と命名した（この構造式の CAS登録番号: [109-27-3]）。ここから和名がグアニルニトロサミノグアニルテトラセンとされた。
その後、パチンキンの研究により実際の構造はテトラゾール環を有する右上構造式の通りであり、テトラゾリルグアニルテトラゼンハイドレート（CAS登録番号: [31330-63-9]）と呼ぶべきものであることが判明したが、日本国の法律に基づく名称ではグアニルニトロサミノグアニルテトラセン（略称テトラセン）のままで使われている。そのため、二種類の物質が同一の物であるかのような複雑な扱いをされており、日本と海外で同名で指定している物質のCAS登録番号が違うなどの混乱を引き起こす原因になっている。なお、この化合物はテトラゼン (-NH-NH-N=N-, tetrazene) の誘導体であるが、和名では濁点が消失している。また、英語でも tetrazene, tetracene ともに略称として用いられる。
外観は淡黄色のふわふわした軽い結晶で真比重は 1.7 あるが圧搾しても 1.05 までしか高くならない。
発火点が 140 ℃ と低く、爆発熱は 663.5 kcal/kg と火薬力は弱いが発生ガス容量が多い。
単独で使用されることはなく、他の爆薬と混合して雷管などに用いられる。

## 製法
アミノグアニジン塩を希酢酸の存在下で亜硝酸ナトリウムによってジアゾ化して合成する。